# HD103302
HD103302 — хімічно пекулярна зоря спектрального класу A0, що має видиму зоряну величину в смузі V приблизно  8,3.
Вона  розташована на відстані близько 1006,7 світлових років від Сонця.

## Пекулярний хімічний склад
Зоряна атмосфера HD103302 має підвищений вміст 
Cr
.